# 堂安律
堂安律（日语：／ Dōan Ritsu，1998年6月16日—），日本足球運動員，司職中場，現效力於德甲球隊法蘭克福，日本國家足球隊成員。

## 俱樂部生涯

### 大阪飛腳
堂安律在1998年6月16日出生于日本兵库县尼崎市，他在小学时代就已经在职业俱乐部效力（西宫少年SS），从小学升入初中的时候受到大阪飞脚、大阪樱花、名古屋鲸鱼等日职联赛球队的邀请，最终在2011年加入了大阪飞脚的U15梯队。在中学这三年堂安律所在的大阪钢巴U15梯队达成了全日本三冠王（高円宮杯第24回全日本ユース(U-15)選手権大会、JFAプレミアカップ、第27回日本クラブユースサッカー選手権(U-15)大会），成为历史上第一支拿到三冠王的U15球队。
2015年，堂安律正式进入大阪飞脚一队，2015年5月27日，堂安律在大阪飞脚对阵FC首尔的亚冠比赛中迎来了球队首秀，他以16岁344天的年龄成为了亚冠历史上最年轻的出场球员。7天之后他又在对阵鹿岛鹿角的联赛中上场，从而完成了日职联赛的最年轻出场球员纪录（16岁11个月18天）；6月20日，对阵仙台维加泰的比赛堂安律首次以首发球员的身份登场。
2016年，大阪飞脚设立U23正式征战日丙联赛，堂安律成为了球队主力。第二轮就取得了联赛首球。7月23日对阵柏雷素尔的比赛是堂安律本赛季第一次为一线队出场。10月，堂安律代表日本U19参加了U19亚洲杯的比赛，日本轻松获得冠军，堂安律被选为本届赛事的MVP。12月，堂安律获得了亚足联颁发的2016年最佳年轻球员的称号，成为日本第五位获此荣誉的球员。
2017年堂安律不但代表大阪钢巴在联赛和亚冠都取得进球，更是在2017年5月举行的U20世界杯中表现出色，4场比赛3个进球，尤其是对南非和意大利的进球。

### 格羅寧根
由于世青赛的出色表现，堂安律很快便收到了来自欧洲的邀约。
2017年6月底，荷甲格罗宁根正式宣布从大阪飞脚租借堂安律，租借期一年。登陆荷甲之后，堂安律在8月荷甲新赛季开始，堂安律在首轮便获得先发机会。在2017年9月，堂安律在荷兰杯比赛中攻入了自己加盟球队后的首粒进球，仅仅一周过后，堂安律又打进了自己的荷甲首球。2018年4月赛季将结束之时，格罗宁根宣布正式买断堂安律，签约至2021年。 17-18赛季结束后，堂安律联赛出场29次打入9球，杯赛出场2次打入1球。
18-19赛季，堂安律的球衣号码换成了绝对主力的7号，赛季结束联赛出场32次，打入5球。

### PSV燕豪芬
2019年8月27日，荷甲豪门PSV燕豪芬在官方网站上宣布，与格罗宁根就日本国脚堂安律的转会达成一致。在完成体检之后，堂安律就将正式加盟燕豪芬。据德国转会市场网站透露，堂安律的转会费为750万欧元。
PSV燕豪芬5-0大胜维特斯，堂安律79分钟替补登场完成球队首秀。
荷甲第八轮PSV燕豪芬客场4:0大胜兹沃勒，堂安律替补登场打进了加盟球队后的首个联赛进球。
欧联小组赛第二轮PSV燕豪芬客场4-1罗森博格，堂安律助攻梅开二度。

### 比勒費爾德
PSV燕豪芬官方宣布，堂安律租借到比勒费尔德。堂安律与比勒费尔德的租借合同将在明年6月30日到期。
德甲联赛第2轮比勒菲尔德主场1-0小胜科隆，堂安律首发出场，并踢了73分钟。
2021年5月22日，德甲联赛第34轮比勒菲尔德客场對上斯图加特2-0勝利，堂安律首发出场，第72分钟踢進致勝一球，是球隊的保級功臣之一。

### 弗賴堡
2022年7月5日，弗賴堡官方消息，日本国脚堂安律加盟球队。
在德国杯第一轮弗赖堡加时2-1击败凯撒劳顿的比赛中，堂安律首发登场迎来自己加盟弗赖堡后的正式比赛首秀，并在加时阶段上演直接任意球破门帮助弗赖堡打入制胜球。
在2022-23赛季德甲首轮弗赖堡4-0大胜奥格斯堡的比赛中，堂安律首发登场迎来自己加盟弗赖堡后的德甲首秀，并在比赛第79分钟打入一球。
欧联小组赛第1轮，弗赖堡主场2-1击败卡拉巴克的比赛中，堂安律代表弗赖堡首发出战，比赛第15分钟打入个人生涯欧联处子球，下半场补时阶段被替换下场。

## 國家隊生涯
2017年举行的U20世界杯。在该届赛事中，堂安律成为了日本U20足球代表队的绝对主力，出战4场比赛并打入3粒进球。小组赛对阵南非的比赛中，堂安律与久保建英完成精彩的配合，最终由堂安律在门前完成进球。对阵意大利，在两球落后的情况下，堂安律先是在禁区内接队友传中抢点破门。比赛下半场，堂安律在禁区右侧持球，突然起速随后在四人围抢下使用他左脚完成破门。
2018年八月底，在海外表现出色的堂安律也正式获得了日本国家足球队的征召，随后在对阵哥斯达黎加的比赛中上演了国家队首秀。对阵乌拉圭，堂安律更是在下半场打入一球，帮助球队以4-3击败对手。
1月9日日本对阵土库曼的比赛中，堂安律完成代表日本国家队国际赛事首秀，并取得了进球，超越了小野伸二成为日本足球在亚洲杯历史上年龄最小的进球者。
堂安律亦於2021年入選了日本23歲以下國家足球隊，參加在本土舉行之2020年夏季奧運會。
2022年11月，堂安律入選日本隊2022年世界盃大名單。在小组赛第一场对德国、第三场对西班牙的比赛中各打进一球。

## 獎項

### 球會
燕豪芬
- 荷蘭盃 : 2021–22[15]

### 國家隊
日本 U-19
- 亞足聯U-19亞洲盃 : 2016

### 個人
- 亞洲年度最佳年輕球員（英语：Asian Young Footballer of the Year）：2016年
- 亞足聯U-19亞洲盃MVP : 2016

## 外部連結
- 堂安律 （页面存档备份，存于）於J.League的資料
- 堂安律 （页面存档备份，存于） - ゲキサカによる選手情報
- 堂安律的X（前Twitter）
- 堂安律的Instagram帳戶
- Soccerway資料庫：堂安律